# Roy Pieters
Roy Pieters (* 12. Juni 1989 in Haarlem) ist ein ehemaliger niederländischer Radrennfahrer.

## Sportliche Laufbahn
2005 wurde Roy Pieter niederländischer Junioren-Meister im Scratch, in der Einerverfolgung belegte er Platz zwei. Im Jahr darauf konnte er vier nationale Junioren-Titel erringen: in der Verfolgung, im Scratch, im Punktefahren und im 1000-Meter-Zeitfahren, im Zweier-Mannschaftsfahren wurde er Vize-Meister, gemeinsam mit Christian Kos. 2007 belegte Pieters Platz drei im Scratch bei den Bahn-Europameisterschaften der Junioren in Cottbus. In der Wintersaison 2007/2008 gewann er gemeinsam mit Geert-Jan Jonkman die Gesamtwertung des UIV-Cups, eines Nachwuchswettbewerbs für Sechstagefahrer.
2009 wurde Roy Pieters niederländischer Meister der Elite im Scratch und 2011 im Zweier-Mannschaftsfahren (mit Barry Markus). Seit 2011 ist er ohne Vertrag bei einem Elite-Team, fährt aber weiterhin Rennen auf Straße und Bahn. Mehrfach belegte er Podiumsplätze bei niederländischen Bahnmeisterschaften. Bei zwei Läufen des Bahnrad-Weltcups 2018/19 belegte er jeweils Platz zwei im Zweier-Mannschaftsfahren, in Minsk mit Wim Stroetinga und im neuseeländischen Cambridge mit Yoeri Havik.

## Privates
Roy Pieters stammt aus einer erfolgreichen Radsportfamilie: Sein Vater ist der ehemalige Rennfahrer und Trainer Peter Pieters, seine jüngere Schwester die Rennfahrerin Amy Pieters (* 1991).
Der ehemalige Radsportler und heutige Funktionär Sjaak Pieters ist sein Onkel und die Turnerin Ans Dekker seine Tante.

## Erfolge
2005
- Niederländischer Junioren-Meister – Scratch

2006
- Niederländischer Junioren-Meister – Scratch, Punktefahren, Einerverfolgung, 1000-Meter-Zeitfahren

2007
- Junioren-Europameisterschaft – Scratch

2009
- Niederländischer Meister – Scratch

2011
- Niederländischer Meister – Zweier-Mannschaftsfahren (mit Barry Markus)

2018
- Niederländischer Meister – Omnium